# Cariboo River
Der Cariboo River ist ein rechter Nebenfluss des Quesnel River im Cariboo Regional District in der kanadischen Provinz British Columbia.

## Verlauf
Der Cariboo River entspringt in den Cariboo Mountains im Südosten des Bowron Lake Provincial Parks. Er wird von einem Gletschergebiet nordwestlich des Mount Lunn gespeist. Er fließt anfangs in westlicher Richtung durch das Bergland. Er nimmt den Isaac River, der den Isaac Lake durchfließt, von rechts auf. Anschließend durchfließt der Cariboo River die Seen Lanezi Lake und Sandy Lake. Danach ändert der Fluss seinen Kurs nach Süden, passiert die Cariboo Falls (⊙), nimmt den Matthew River von links auf und durchfließt den kleinen See Kimball Lake. Der anschließende Flussabschnitt befindet sich im Cariboo River Provincial Park. Der Cariboo River trifft auf das Ostende des Cariboo Lake, welchen er an dessen westlichem Ende wieder verlässt. Der Spanish Creek fließt ihm von links zu. Kurz darauf mündet der Cariboo River bei Quesnel Forks in den Quesnel River. Der Cariboo River hat eine Länge von etwa 140 km.

## Hydrologie
Der Cariboo River entwässert ein Areal von 3260 km². Der mittlere Abfluss beträgt 95,7 m³/s. Zwischen Mai und Juli führt der Fluss die größten Wassermengen.